# Ляйнвебер, Таддеус
Таддеус Ляйнвебер (нем. Thaddäus Leinweber) — австрийский шахматист.
Чемпион Австрии 1951 г. (разделил 1—2 места с Й. Локвенцем).
В составе сборной Австрии участник Кубка Клары Бенедикт, предварительных соревнований командного первенства Европы и ряда международных командных матчей.

## Спортивные результаты
| Год  | Город       | Соревнование                                         | + | − | = | Результат | Место |
| ---- | ----------- | ---------------------------------------------------- | - | - | - | --------- | ----- |
| 1949 | Вена        | Матч Австрия — Чехословакия (против Л. Альстера)     | 1 | 0 | 1 | 1½ из 2   |       |
|      | Прага       | Матч Чехословакия — Австрия (против И. Фихтля)       | 1 | 1 | 0 | 1 из 2    |       |
| 1951 | Вена        | Чемпионат Австрии                                    |   |   |   | 8 из 9    | 1—2   |
|      | Венеция     | Матч Италия — Австрия (против Э. Паоли)              |   | 1 |   |           |       |
| 1957 | Берн        | Кубок Клары Бенедикт                                 | 0 | 1 | 4 | 2 из 5    |       |
| 1963 | Бад-Пирмонт | Квалификационный турнир командного первенства Европы | 2 | 0 | 2 | 3 из 4    |       |